# Józef Pawlak (żołnierz)
Józef Pawlak, ps. „Bartosz”, „Brzoza”, „Jan” (ur. 5 kwietnia 1906 we Florianowie, zm. 26 lutego 1976 w Zabrzu) – podpułkownik Wojska Polskiego, oficer Korpusu Ochrony Pogranicza, uczestnik wojny obronnej Polski we wrześniu 1939 r., oficer Armii Krajowej (m.in. komendant Obwodu Kozienice i zastępca komendanta Inspektoratu Rejonowego Radom), po wojnie tzw. niezłomny żołnierz wyklęty i członek Polskiego Stronnictwa Ludowego.

## Wojsko Polskie II RP
Od 1 września 1927 do 15 sierpnia 1930 kształcił się w Szkole Podchorążych Piechoty w Ostrowi Mazowieckiej-Komorowie, po jej ukończeniu został podporucznikiem służby stałej w Korpusie Oficerów Piechoty ze starszeństwem.
15 sierpnia 1930 otrzymał przydział służbowy do 15 Pułku Piechoty „Wilków” w Dęblinie, gdzie objął stanowisko dowódcy plutonu w kompanii podoficerskiej oraz wykładowcy w szkole podoficerskiej. Od 1 marca 1933 przebywał na kursie obserwatorów lotniczych (nawigatorów) w Centrum Wyszkolenia Oficerów Lotnictwa w Dęblinie. 16 listopada 1935 został przeniesiony do Pułku KOP w Starej Wilejce, tam uzyskał awans na stopień kapitana, po czym objął funkcję dowódcy kompanii w Batalionie KOP „Wilejka” w 2 Pułku KOP.
30 sierpnia 1939 otrzymał rozkaz zgłoszenia się do 5 Pułk Lotniczego w Lidzie, gdzie przybył 1 września 1939 i był świadkiem zbombardowania lotniska oraz zniszczenia samolotów.

## II wojna światowa
Uczestnik wojny obronnej Polski we wrześniu 1939. W tej sytuacji polecono mu wrócić do Batalionu KOP „Wilejka" w Armii „Karpaty". Po przybyciu na miejsce 6 września 1939 objął dowództwo kompanii marszowej 1 Brygady Górskiej. Kompania otrzymała zadanie obrony Bochni przed nadciągającymi czołgami nieprzyjaciela. W czasie walk w rejonie Bochni doznał urazu ucha spowodowanej wybuchem bomby w wyniku, czego do końca życia pozostał niedosłyszącym. Po zaciętych bojach wycofał się wraz z kompanią i oddziałami 21 Dywizji Piechoty Górskiej w kierunku Tarnowa.
7 września 1939 wieczorem uczestniczył w walkach w okolicy Radłowa, a następnego dnia rano w zaciętej potyczce pod Biskupicami Radłowskimi. Po przejściu Dunajca w bród w rejonie Żabna wraz z grupą żołnierzy z rozbitych oddziałów 21 Dywizji Piechoty Górskiej przedarł się w pobliże Leżajska, gdzie po walce z Niemcami 17 września 1939 dostał się do niewoli.
Oficer Związku Walki Zbrojnej oraz Armii Krajowej, od 15 stycznia 1940 do 12 lipca 1942 zastępca komendanta oraz szef Referatu III Operacyjno-Szkoleniowego Obwodu Kozienice ZWZ-AK krypt. „Puszcza”, „Krzaki”, „Jeżyny”, „Bławatek”, „Ludwik” w Inspektoracie Rejonowym AK Radom.
Od 12 lipca 1942 do końca sierpnia 1944 r. komendant tegoż Obwodu. W połowie sierpnia 1944 w ramach akcji Burza mianowany dowódcą przewidzianego do organizacji 172 Pułku Piechoty AK, w trudnych warunkach udało się zorganizować tylko I batalion 172 Pułku Piechoty AK, którym dowodził w ramach akcji „Burza” por. Władysław Molenda „Grab”. Pod koniec sierpnia 1944 został przeniesiony na stanowisko zastępcy komendanta Inspektoratu Rejonowego AK Radom. 25 grudnia 1944 awansowany do stopnia podpułkownika ze starszeństwem.
W styczniu 1945 wyjechał do Radomia w celu odtworzenia kontaktów konspiracyjnych. Po aresztowaniu przez UB, przewieziony do aresztu WUBP w Kielcach. 

## Lata powojenne
Po wojnie inwigilowany przez Urząd Bezpieczeństwa. Wstąpił do Polskiego Stronnictwa Ludowego i należał do tej partii aż do opuszczenia Polski przez Stanisława Mikołajczyka. Kandydat PSL do Sejmu w czasie wyborów parlamentarnych w 1947.
Po „odwilży październikowej” 1956 r. podjął działalność społeczną w Lidze Przyjaciół Żołnierza, którą potem kontynuował w Lidze Obrony Kraju jako kierownik sportów ogólnowojskowych. Bezskutecznie próbował podjąć studia wyższe (m.in. na Wydziale Matematyki UJ), ale za każdym razem jego podania były odrzucane przez tzw. „czynnik społeczny”.
Został pochowany na cmentarzu w Łagowie k. Zwolenia. Został patronem Publicznej Szkoły Podstawowej w Łaguszowie k. Przyłęku.

## Życie prywatne
Od 1935 był żonaty z Marią Jaworską (łączniczą ZWZ-AK, odznaczoną później Złotym Krzyżem Zasługi z Mieczami). Mieli razem dwie córki: Marzenę i Elżbietę.

## Ordery i odznaczenia
- Krzyż Srebrny Orderu Virtuti Militari nr 12961
- Krzyż Walecznych (trzykrotnie)[1]
- Złoty Krzyż Zasługi z Mieczami
- Krzyż Armii Krajowej (1968)